# Stefano Sensi
Stefano Sensi (Urbino, Marcas, Italia, 5 de agosto de 1995) es un futbolista italiano que juega en la demarcación de centrocampista.

## Selección nacional
Tras jugar con la selección de fútbol sub-17 de Italia y con la sub-23, finalmente hizo su debut con la selección absoluta el 20 de noviembre de 2018 en un encuentro amistoso contra los Estados Unidos que finalizó con un resultado de 1-0 a favor del combinado italiano tras el gol de Matteo Politano.

### Goles internacionales
| # | Fecha                   | Estadio                                    | Oponente             | Gol | Resultado | Competición                             |
| - | ----------------------- | ------------------------------------------ | -------------------- | --- | --------- | --------------------------------------- |
| 1 | 26 de marzo de 2019     | Estadio Ennio Tardini, Parma, Italia       | Liechtenstein        | 1-0 | 6-0       | Clasificación para la Eurocopa 2020     |
| 2 | 4 de septiembre de 2020 | Estadio Artemio Franchi, Florencia, Italia | Bosnia y Herzegovina | 1-1 | 1-1       | Liga de las Naciones de la UEFA 2020-21 |
| 3 | 31 de marzo de 2021     | Estadio LFF, Vilna, Lituania               | Lituania             | 0-1 | 0-2       | Clasificación para el Mundial 2022      |

## Estadísticas

### Clubes
Actualizado al último partido disputado el 24 de mayo de 2025.
| Club | Div.          | Temporada     | Liga  | Liga  | Liga   | Copas nacionales(1) | Copas nacionales(1) | Copas nacionales(1) | Copas internacionales(2) | Copas internacionales(2) | Copas internacionales(2) | Total | Total | Total  |
| Club | Div.          | Temporada     | Part. | Goles | Asist. | Part.               | Goles               | Asist.              | Part.                    | Goles                    | Asist.                   | Part. | Goles | Asist. |
| --- | ------------- | ------------- | ----- | ----- | ------ | ------------------- | ------------------- | ------------------- | ------------------------ | ------------------------ | ------------------------ | ----- | ----- | ------ |
| San Marino Calcio San Marino | 3.ª           | 2013-14       | 26    | 1     | 0      | —                   | —                   | —                   | —                        | —                        | —                        | 26    | 1     | 0      |
| San Marino Calcio San Marino | 3.ª           | 2014-15       | 33    | 8     | 2      | —                   | —                   | —                   | —                        | —                        | —                        | 33    | 8     | 2      |
| San Marino Calcio San Marino | Total club    | Total club    | 59    | 9     | 2      | 0                   | 0                   | 0                   | 0                        | 0                        | 0                        | 59    | 9     | 2      |
| A. C. Cesena · Italia | 2.ª           | 2015-16       | 32    | 4     | 4      | 1                   | 0                   | 1                   | —                        | —                        | —                        | 33    | 4     | 5      |
| A. C. Cesena · Italia | Total club    | Total club    | 32    | 4     | 4      | 1                   | 0                   | 1                   | 0                        | 0                        | 0                        | 33    | 4     | 5      |
| U. S. Sassuolo Calcio · Italia | 1.ª           | 2016-17       | 16    | 1     | 0      | 1                   | 0                   | 0                   | 2                        | 0                        | 0                        | 19    | 1     | 0      |
| U. S. Sassuolo Calcio · Italia | 1.ª           | 2017-18       | 17    | 2     | 1      | 2                   | 0                   | 0                   | —                        | —                        | —                        | 19    | 2     | 1      |
| U. S. Sassuolo Calcio · Italia | 1.ª           | 2018-19       | 28    | 2     | 4      | 2                   | 0                   | 0                   | —                        | —                        | —                        | 30    | 2     | 4      |
| U. S. Sassuolo Calcio · Italia | Total club    | Total club    | 61    | 5     | 5      | 5                   | 0                   | 0                   | 2                        | 0                        | 0                        | 68    | 5     | 5      |
| Inter de Milán · Italia | 1.ª           | 2019-20       | 12    | 3     | 2      | 3                   | 0                   | 0                   | 4                        | 0                        | 0                        | 19    | 3     | 2      |
| Inter de Milán · Italia | 1.ª           | 2020-21       | 18    | 0     | 0      | 2                   | 0                   | 0                   | 1                        | 0                        | 0                        | 21    | 0     | 0      |
| Inter de Milán · Italia | 1.ª           | 2021-22       | 9     | 0     | 0      | 1                   | 1                   | 0                   | 2                        | 0                        | 0                        | 12    | 1     | 0      |
| U. C. Sampdoria · Italia | 1.ª           | 2021-22       | 11    | 1     | 0      | ―                   | ―                   | ―                   | ―                        | ―                        | ―                        | 11    | 1     | 0      |
| U. C. Sampdoria · Italia | Total club    | Total club    | 11    | 1     | 0      | 0                   | 0                   | 0                   | 0                        | 0                        | 0                        | 11    | 1     | 0      |
| A. C. Monza · Italia | 1.ª           | 2022-23       | 28    | 3     | 1      | 2                   | 0                   | 0                   | ―                        | ―                        | ―                        | 30    | 3     | 1      |
| Inter de Milán · Italia | 1.ª           | 2023-24       | 4     | 0     | 0      | 1                   | 0                   | 0                   | 0                        | 0                        | 0                        | 5     | 0     | 0      |
| Inter de Milán · Italia | Total club    | Total club    | 43    | 3     | 2      | 7                   | 1                   | 0                   | 7                        | 0                        | 0                        | 57    | 4     | 2      |
| A. C. Monza · Italia | 1.ª           | 2024-25       | 12    | 1     | 0      | 2                   | 0                   | 0                   | ―                        | ―                        | ―                        | 14    | 0     | 0      |
| A. C. Monza · Italia | Total club    | Total club    | 40    | 4     | 1      | 4                   | 0                   | 0                   | 0                        | 0                        | 0                        | 44    | 4     | 1      |
| Total carrera | Total carrera | Total carrera | 246   | 26    | 14     | 17                  | 1                   | 1                   | 9                        | 0                        | 0                        | 272   | 28    | 15     |
| (1) Incluye datos de Copa Italia. (2) Incluye datos de Liga de Campeones de la UEFA y Liga Europa de la UEFA. (3) No incluye goles en partidos amistosos. |               |               |       |       |        |                     |                     |                     |                          |                          |                          |       |       |        |

## Palmarés

### Títulos nacionales
| Título              | Club           | País   | Año  |
| ------------------- | -------------- | ------ | ---- |
| Serie A             | Inter de Milán | Italia | 2021 |
| Supercopa de Italia | Inter de Milán | Italia | 2021 |
| Copa Italia         | Inter de Milán | Italia | 2022 |
| Supercopa de Italia | Inter de Milán | Italia | 2023 |
| Serie A             | Inter de Milán | Italia | 2024 |